# Bosco Chiesanuova
Bosco Chiesanuova – miejscowość i gmina we Włoszech, w regionie Wenecja Euganejska, w prowincji Werona.
Według danych na rok 2004 gminę zamieszkiwały 3162 osoby, 49,4 os./km².